# Hendrik Leatemia
Hendrik Frans Simon James Leatemia, detto Hank (Winterswijk, 13 luglio 1966), è un allenatore di calcio, ex calciatore ed ex giocatore di calcio a 5 olandese.

## Carriera
Come massimo riconoscimento in carriera ha la partecipazione, con la Nazionale di calcio a 5 dei Paesi Bassi, a tre edizioni del FIFA Futsal World Championship: nel 1992 ad Hong Kong, nel 1996 in Spagna e nel 2000 in Guatemala, in tutte e tre le occasioni i Paesi Bassi sono approdata al secondo turno ma non ha guadagnato le semifinali.
A livello europeo, Leatemia ha partecipato a due edizioni del UEFA Futsal Championship, con un sesto posto nel 1996 ed un quarto nel 1999 dopo la sconfitta nella finalina con l'Italia, mentre nel 2001 non ha raggiunto le semifinali.